# Удар у стилі Паненки
«Паненка», або удар у стилі Паненки — спосіб виконання футбольного пенальті, при якому м'яч по навісній траєкторії підсікається у ворота.
Це досить ризиковано, тому що якщо воротар не падає навмання в кут, а залишається в центрі воріт, то він досить легко забере м'яч. Але у випадку вдалого виконання - «Паненка»  дуже ефектний!
Прийом отримав назву на честь чехословацького півзахисника Антоніна Паненки, який таким способом забив вирішальний пенальті у фіналі чемпіонату Європи з футболу 1976 року у ворота збірної ФРН:

знущальний удар чеха — він парашутом направив м'яч прямо по центру, тоді як Маєр полетів кудись у куток, — довічно увійшов у футбольні аннали як «пенальті імені Паненки».

За словами самого Паненки, цей спосіб удару був ним добре продуманий і заздалегідь підготовлений:

Міркував так: під час удару воротар на 99 відсотків не буде стояти на місці — неодмінно зробить різкий рух або пірне в ту чи іншу сторону. Якщо пробити по центру сильно, у нього є шанс зачепити м'яч у польоті рукою або ногою. А ось якщо слабо, воротар вже відлетить в кут і не зможе відбити м'яч навіть випадково.

## Відомі випадки виконання «Паненки»        Сократес  ЧС82!!!
- Франческо Тотті — півфінал чемпіонату Європи 2000 проти Нідерландів
- Елдер Поштіга — 1/4 фіналу чемпіонату Європи 2004 проти Англії
- Артем Мілевський — 1/8 фіналу чемпіонату світу 2006 проти Швейцарії
- Зінедін Зідан — фінал чемпіонату світу 2006 проти Італії
- Себастьян Абреу — 1/4 фіналу чемпіонату світу 2010 проти Гани
- Марко Девич — 18-й тур чемпіонату України з футболу 2010—2011 проти «Динамо»
- Андреа Пірло — 1/4 фіналу чемпіонату Європи 2012 проти Англії
- Серхіо Рамос — 1/2 фіналу чемпіонату Європи 2012 проти Португалії
- Рашад Садигов — Другий кваліфікаційний раунд Ліга чемпіонів 2012-2013 проти Зестафоні
- Андрій Шевченко (товариський Матч Миру Scholas - Pupi foundation, організований Папою Римським на Олімпійському стадіоні в Римі 1 вересня 2014 року)